# Lucjan Laprus

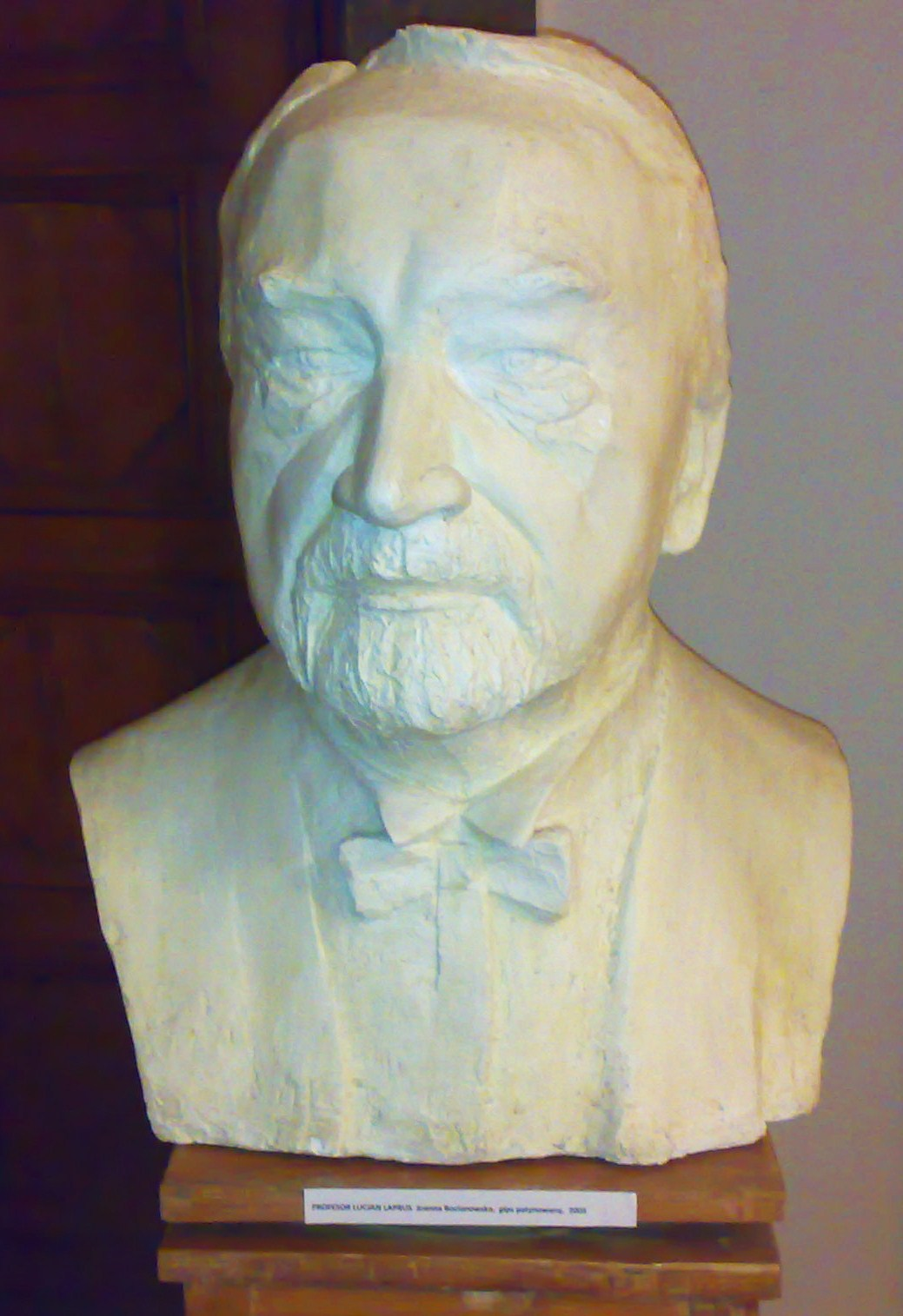
Lucjan Laprus – Rzeźba Joanny Bocianowskiej, 2005

Lucjan Laprus (ur. 1935 w Sosnowcu) – kompozytor, dyrygent symfoniczny, chórmistrz, od 1990 profesor sztuk muzycznych. Profesor Akademii Muzycznej im. Karola Lipińskiego we Wrocławiu i Uniwersytetu im. Adama Mickiewicza w Poznaniu (Wydział Pedagogiczno-Artystyczny w Kaliszu). Wieloletni kierownik Chóru Opery Wrocławskiej. Autor publikacji „Rozśpiewanie Chóru”.

## Wykształcenie
Absolwent IV Liceum Ogólnokształcącego im. Stanisława Staszica w Sosnowcu.